# Comitatul Waterford
Waterford (în irlandeză Contae Phort Láirge) este un comitat în Irlanda.